# Apodose (linguistique)
Pour les autres sens, voir Apodose.
L'apodose (du grec ancien ἀπόδοσις, « action de rendre », « restitution ») désigne :
- la partie de la proposition principale qui, placée après une subordonnée conditionnelle (la protase), en indique la conséquence ; par exemple :
si je l'invite (protase), elle viendra (apodose) ;
- la seconde partie d'une période[1] ;
- dans le rythme de la phrase complexe (ou prosodie), la partie au cours de laquelle la voix descend.

## Prosodie
La période se compose de deux parties : l'introduction ou protase, qui crée la tension et qui atteint son sommet à l'acmé, et l'apodose qui la résout,.
Par exemple, dans l'Horace de Corneille au vers 1140 (récit de Valère) :
« Et son trépas, de Rome, établit la puissance. »
on distingue nettement
- la protase montante : Et son trépas ;
- l'acmé (noté entre virgules) : de Rome ;
- et l'apodose descendante : établit la puissance.